# وفاة فريدي غراي
في 12 أبريل 2015، ألقي القبض على فريدي كارلوس غراي ، البالغ من العمر 25 عاماً وهو من الأمريكيون الأفارقة من قبل قسم شرطة بالتيمور. أثناء نقله في سيارة الشرطة، سقط غراي في غيبوبة واقتيد إلى مركز الصدمات النفسية. وتوفي في 19 أبريل 2015، بعد مرور أسبوع على اعتقاله ورجح سبب وفاته إلى إصابات في النخاع الشوكي. وفي 1 مايو 2015 استبعدت المحكمة أن يكون موت غراي نتيجة ضرب جسمه في جدران وأصدرت اتهامات ضد ستة ضباط متورطين في الحادث وتهمة بالشروع بالقتل من الدرجة الثانية.
ونظمت احتجاجات سلمية بعد مراسم الجنازة وتحولت إلى اضطرابات وعصيان مدني أصيب خلالها العديد من ضباط الشرطة واعتقل عشرات المحتجين وكنتيجة لحالة عدم الاستقرار أعلن عن حالة الطوارئ في 27 أبريل ونشر الآلاف من رجال الشرطة وقوات الحرس الوطني التابع للجيش ولاية ماريلاند في مدينة بالتيمور في أحداث عرفت بأعمال شغب بالتيمور 2015.

## الجنازة
تمت مراسم دفن فريدي غراي في كنيسة «شيلوه» المعمدانية الجديدة في 27 أبريل في الساعة 11:00 صباحا بعد السماح للجمهور بوداعه لمدة ساعة واحدة. وشمل الحضور عددا كبيرا من قادة الحقوق المدنية، وأسر أشخاص آخرين قتلوا على أيدي الشرطة، والسياسيين بما في ذلك عضو الكونغرس إيليا كامينجز، وأمين عام مجلس الوزراء برودريك جونسون، ومستشار البيت الأبيض هيذر فوستر، والياس الكانتارا من مكتب الشؤون الدولية الحكومية.